# Farid Larbi
Farid Larbi, né le 21 avril 1974 à Poissy, est un acteur français. Il joue notamment le rôle d'Ali, le cousin résistant de Younès (Tahar Rahim) dans le film Les Hommes libres en 2011 ou encore le rôle de Rachid dans le film Des hommes de Lucas Belvaux aux côtés de Gérard Depardieu

## Biographie
Farid Larbi suit d'abord des études de commerce, tout en étant passionné pour le cinéma en allant voir les travaux de ses réalisateurs favoris, de toutes nationalités[réf. souhaitée]. 
Il est aussi fan de foot : il fut formé au PSG.[réf. souhaitée]
Il commence à la télévision en tant que monteur, assistant de production, caméraman, assistant-réalisateur, cadreur, régie et même chauffeur. Puis en tant qu'acteur, Stéphane Meunier le lance dans les séries Foudre et Fortunes (puis le téléfilm Fortunes).
Au cinéma, il travaille avec Jacques Audiard, Xavier Beauvois, Alix Delaporte et Ismaël Ferroukhi. Dans le film Un prophète en 2009, il est dans la peau d'un prisonnier qui s'opposera un temps à l'ascension du jeune Tahar Rahim sur l'échelle pénitentiaire. Il est un chef terroriste dans Des Hommes et des Dieux. Il est aussi le commissaire dans Angèle et Tony, et un résistant franco-musulman dans le film Les Hommes libres.
En 2021, il participe à la fiction radiophonique Probation consacrée à la réinsertion post-carcérale où il incarne le personnage de Ness-You. Il y retrouve le réalisateur Mahi Bena avec lequel il avait collaboré sur le court-métrage Derniers recours en 2013.

## Filmographie

### Cinéma

#### Longs métrages
- 2009 : Un prophète de Jacques Audiard : Musulman couloir
- 2009 : Commis d'office de Hannelore Cayre : Illouz
- 2010 : Des hommes et des dieux de Xavier Beauvois : Alli Fayattia
- 2011 : Angèle et Tony d'Alix Delaporte : le commissaire
- 2011 : Les Hommes libres d'Ismaël Ferroukhi : Ali
- 2013 : Jungle Jihad de Nadir Ioulain : Faycal
- 2015 : Un Français de Diastème : un Libanais
- 2015 : Voyoucratie de Fabrice Garçon et Kévin Ossona
- 2016 : Divines d'Houda Benyamina : Reda
- 2017 : La Lune de Jupiter de Kornel Mundruczo : le Syrien barbu
- 2017 : Carbone d'Olivier Marchal : Saïd Ben Arfa, l'homme de main de Kamel Dafri
- 2017 : La Lune de Jupiter de Kornél Mundruczó : Le Syrien barbu
- 2018 : L'Apparition de Xavier Giannoli : L'ORL
- 2019 : Jungle Jihad de Nadir Ioulain : Fayçal
- 2020 : Des hommes de Lucas Belvaux : Saïd Chefraoui

#### Courts métrages
- 2013 : Derniers recours de Mahi Bena : Medhi
- 2019 : Nus dans les rues la nuit de Benoit Rambourg : Malik

### Télévision
- 2008 : Un flic, saison 2, épisode 2 Dream Team de Frédéric Tellier : Matos Loos
- 2008 : Engrenages, saison 2, épisode 8 réalisé par Philippe Triboit sur Canal+: Ali
- 2008 : Fortunes de Stéphane Meunier, sur Arte (téléfilm) : Fathi Béchéri
- 2009 : Reporters, saison 2, épisode 5 réalisé par Gilles Bannier sur Canal+ : Abou Souhayil
- 2009 : Plus belle la vie créé par Hubert Besson, saison 5, quatre épisodes, sur France 3 : le SDF
- 2011 : Foudre, saison 5, épisodes 38-39-40 de Stéphane Meunier sur France 2 : William Moreno
- 2011 : Fortunes de Stéphane Meunier sur Arte : Fathi Béchéri
- 2011 : Julie Lescaut, saison 20, épisode 5 Pour solde de tous comptes de Thierry Petit : Saroyan
- 2012 : No Limit de Luc Besson, saison 1, épisodes 3 et 4 réalisés par Julien Despaux : Aziz Achouri
- 2014 : Le Bureau des légendes saison 1, épisode 3 coréalisé par Jean-Marc Moutout et Eric Rochant : SA1
- 2020 : ZeroZeroZero saison 1, épisode 5 de Leonardo Fasoli, Mauricio Katz et Stefano Sollima : Brahim Yiarango
- 2020 : Meurtres à..., épisode Mortelles Calanques de Claude-Michel Rome : Djamel El Katani
- 2022 : Totems saison 1, épisode 3 de     Olivier Dujols et Juliette Soubrier : Rachid

### Radio
- 2021 : Probation, 6 épisodes de Mahi Bena : Ness-You